# Haroldo Maglia
Haroldo Maglia Mantero (Montevideo, 21 de septiembre de 1944 – Barcelona, 6 de julio de 2010) fue un escritor uruguayo que vivió en Uruguay y en España. Publicó novela, cuentos y ensayo. Realizó múltiples traducciones y labores editoriales.

## Montevideo
Estudió Medicina y Filología clásica y se dedicó durante años a la enseñanza. En 1974 se trasladó a España.

## Barcelona
Afincado en Barcelona, desarrolló actividades de diversa índole en editoriales, entre las cuales cabe destacar la realización de la versión castellana de la Enciclopedia Garzanti de la Filosofía. Colaboró en múltiples ocasiones con el Gran Teatre del Liceu y cultivó intensamente sin apenas interrupción su gusto por la medicina, el cine, la literatura, la música, la filosofía, la historia y también las conversaciones con sus amigos.

## Obra
A partir de los años noventa destiló algunos de sus proyectos: terminó un libro de aforismos, El buen sentido, editado en 1992; en el 1994 escribió La invención de la imprenta, que no llegó a publicar; en el 1997 apareció su novela El lugar vacío, que fue finalista del primer Premio Primavera de Novela, y en el 2000 llegó Andrés y la Ola marina, publicada asimismo por Editorial Espasa Calpe. En la década siguiente terminó las novelas En el interior de un espejo inglés y Bolonia y el libro de relatos La mar en medio. Cuando sus problemas de visión se extremaron, redujo el ritmo de escritura y se consagró sobre todo a la música y a la lectura lenta de los volúmenes del Séptimo círculo. A pesar de todo, su voluntad le permitió todavía escribir Las invenciones pueriles y acometer su última revisión pocos días antes de morir.